# 黛安娜 (紐約州)
黛安娜（英語：Diana）是一個位於美國紐約州劉易斯縣的鎮。

## 人口
根據2020年美國人口普查的數據，黛安娜的面積為364.75平方千米，當中陸地面積為355.08平方千米，而水域面積為9.67平方千米。當地共有人口1610人，而人口密度為每平方千米4人。